# Ante Björkebaum
Ante Daniel Björkebaum, född 14 april 1988 i Brunflo församling, är en svensk före detta fotbollsspelare som spelade för IK Sirius i Allsvenskan. Björkebaum representerade även Östersunds FK.